# José Garibi y Rivera
José Garibi y Rivera, né le 30 janvier 1889 à Guadalajara et mort le 27 mai 1972 à Guadalajara, est un prélat mexicain qui est archevêque de Guadalajara et premier cardinal mexicain de l'Église catholique romaine.

## Biographie

### Prêtre
José Garibi y Rivera fait des études au séminaire de Guadalajara de 1900 à 1906 puis au couvent franciscain de Zapopan, qu'il quitte prématurément en 1907 ne voulant pas entrer dans l'ordre. Il est ordonné prêtre en 1912. Il obtient un doctorat en théologie et une licence en droit canon à l'Université pontificale grégorienne entre 1913 et 1916.

### Évêque
Il est nommé évêque titulaire (ou in partibus) de Rhosus (de) et évêque auxiliaire de Guadalajara en 1929, consacré en 1930. Il fut nommé vicaire général de l'archidiocèse de Guadalajara en 1933. Il est promu archevêque titulaire (ou in partibus) de Bizya (de) et évêque coadjuteur de Guadalajara en 1934. Et en 1936, il succède à l'archevêque métropolitain de Guadalajara. Il est élu président de la Conférence de l'épiscopat mexicain six fois consécutivement.

### Cardinal
Le pape Jean XXIII le créa cardinal-prêtre avec le titre de Saint-Onuphre-du-Janicule lors du consistoire du 15 décembre 1958. Il devient ainsi le premier cardinal d'origine mexicaine.